# Sauviac (Gironde)
Pour les articles homonymes, voir Sauviac.
Sauviac (graphie identique en gascon) est une commune du Sud-Ouest de la France, située dans le département de la Gironde (région Nouvelle-Aquitaine).
Ses habitants sont appelés les Sauviacais.

## Géographie

### Localisation
La commune est située dans le Bazadais. La moitié sud de la commune est occupée par le massif forestier des Landes de Gascogne, le reste est occupé par une suite de petits vallons et de plateaux dévoués à l'élevage.
La commune se trouve à 66 km au sud-est de Bordeaux, chef-lieu du département, à 22 km au sud-sud-est de Langon, chef-lieu d'arrondissement et à 5,5 km au sud-est de Bazas, ancien chef-lieu de canton.

### Communes limitrophes
Les communes limitrophes en sont Saint-Côme au nord, Birac au nord-est, Cudos au sud et Bazas au nord-ouest.
| Bazas | Saint-Côme | Birac |
|       | Sauviac    |       |
|       | Cudos      |       |

### Climat
Pour des articles plus généraux, voir Climat de la Nouvelle-Aquitaine et Climat de la Gironde.
Historiquement, la commune est exposée à un climat océanique aquitain.  
En 2020, Météo-France publie une typologie des climats de la France métropolitaine dans laquelle la commune est exposée à un climat océanique et est dans la région climatique  Aquitaine, Gascogne, caractérisée par une pluviométrie abondante au printemps, modérée en automne, un faible ensoleillement au printemps, un été chaud (19,5 °C), des vents faibles, des brouillards fréquents en automne et en hiver et des orages fréquents en été (15 à 20 jours).
Pour la période 1971-2000, la température annuelle moyenne est de 12,9 °C, avec une amplitude thermique annuelle de 14,8 °C. Le cumul annuel moyen de précipitations est de 864 mm, avec 11,6 jours de précipitations en janvier et 6,8 jours en juillet. Pour la période 1991-2020, la température moyenne annuelle observée sur la station météorologique la plus proche, située sur la commune de Cazats à 7 km à vol d'oiseau, est de 13,7 °C et le cumul annuel moyen de précipitations est de 825,5 mm,. Pour l'avenir, les paramètres climatiques de la commune estimés pour 2050 selon différents scénarios d’émission de gaz à effet de serre sont consultables sur un site dédié publié par Météo-France en novembre 2022.

## Urbanisme

### Typologie
Au 1er janvier 2024, Sauviac est catégorisée commune rurale à habitat dispersé, selon la nouvelle grille communale de densité à sept niveaux définie par l'Insee en 2022.
Elle est située hors unité urbaine. Par ailleurs la commune fait partie de l'aire d'attraction de Bazas, dont elle est une commune de la couronne,. Cette aire, qui regroupe 18 communes, est catégorisée dans les aires de moins de 50 000 habitants,.

### Occupation des sols

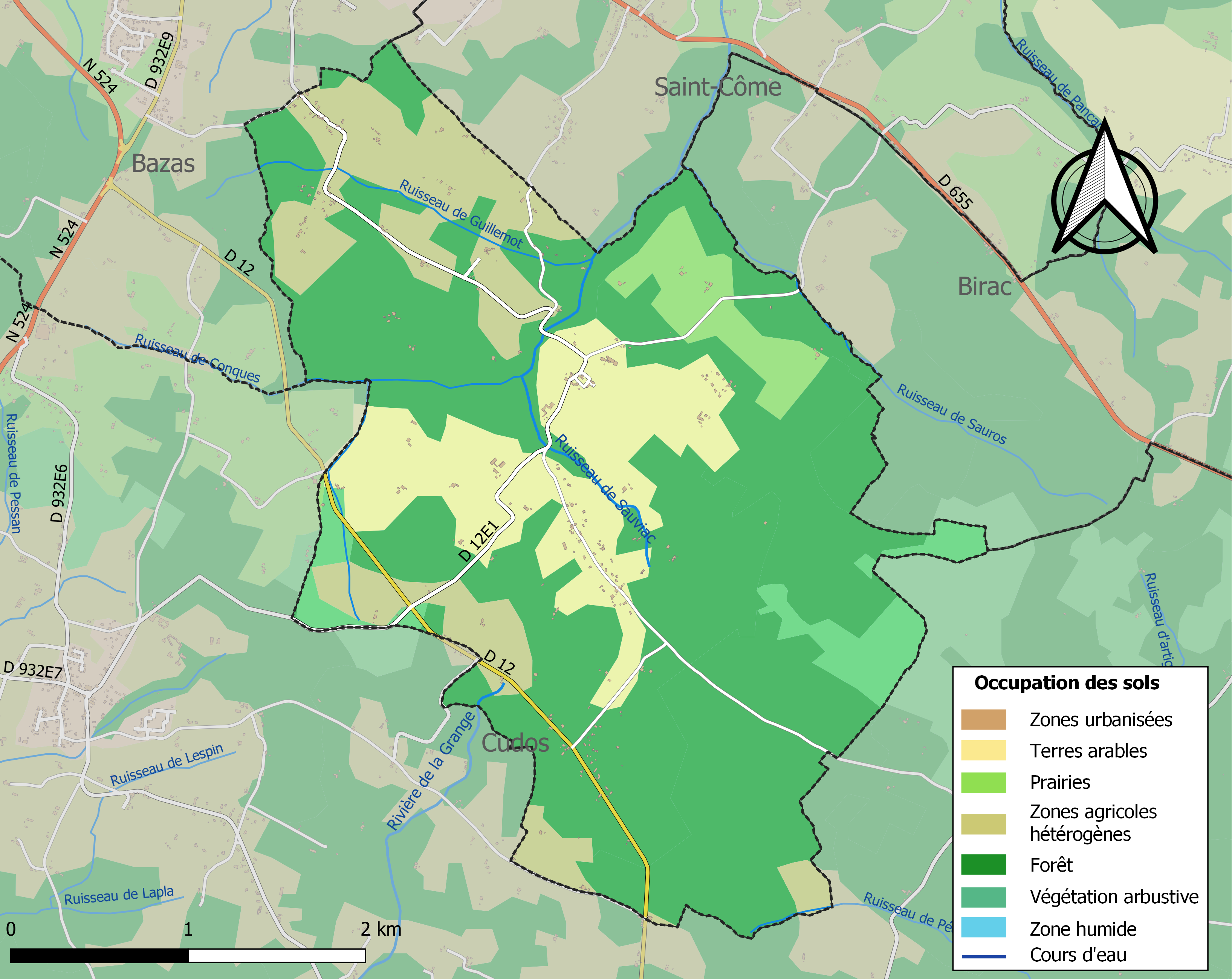
Carte des infrastructures et de l'occupation des sols de la commune en 2018 (CLC).

L'occupation des sols de la commune, telle qu'elle ressort de la base de données européenne d’occupation biophysique des sols Corine Land Cover (CLC), est marquée par l'importance des forêts et milieux semi-naturels (65,6 % en 2018), en augmentation par rapport à 1990 (63,5 %). La répartition détaillée en 2018 est la suivante : 
forêts (61,3 %), terres arables (15,5 %), zones agricoles hétérogènes (14,9 %), milieux à végétation arbustive et/ou herbacée (4,4 %), prairies (4 %). L'évolution de l’occupation des sols de la commune et de ses infrastructures peut être observée sur les différentes représentations cartographiques du territoire : la carte de Cassini (XVIIIe siècle), la carte d'état-major (1820-1866) et les cartes ou photos aériennes de l'IGN pour la période actuelle (1950 à aujourd'hui).

### Voies de communication et transports
La principale voie de communication routière est la route départementale D12e1 qui traverse le bourg et mène vers le sud-ouest à Cudos et vers le nord à la route départementale D655 (Bazas à l'ouest et Grignols à l'est). La route départementale D12 traverse le sud-ouest du territoire communal.
L'accès à l'autoroute A62 (Bordeaux-Toulouse) le plus proche est celui de  3 Langon qui se situe à 20 km vers le nord-nord-ouest.

L'accès  1 Bazas à l'autoroute A65 (Langon-Pau) se situe à 8,5 km vers le nord-ouest.
La gare SNCF la plus proche est celle de Langon, sur la ligne Bordeaux - Sète du TER Nouvelle-Aquitaine, qui se situe à 21 km vers le nord-nord-ouest.

### Risques majeurs
Le territoire de la commune de Sauviac est vulnérable à différents aléas naturels : météorologiques (tempête, orage, neige, grand froid, canicule ou sécheresse), feux de forêts, mouvements de terrains et séisme (sismicité très faible). Un site publié par le BRGM permet d'évaluer simplement et rapidement les risques d'un bien localisé soit par son adresse soit par le numéro de sa parcelle.
Sauviac est exposée au risque de feu de forêt. Depuis le 20 avril 2016, les départements de la Gironde, des Landes et de Lot-et-Garonne disposent d’un règlement interdépartemental de protection de la forêt contre les incendies. Ce règlement vise à mieux prévenir les incendies de forêt, à faciliter les interventions des services et à limiter les conséquences, que ce soit par le débroussaillement, la limitation de l’apport du feu ou la réglementation des activités en forêt. Il définit en particulier cinq niveaux de vigilance croissants auxquels sont associés différentes mesures,.
Les mouvements de terrains susceptibles de se produire sur la commune sont des tassements différentiels.

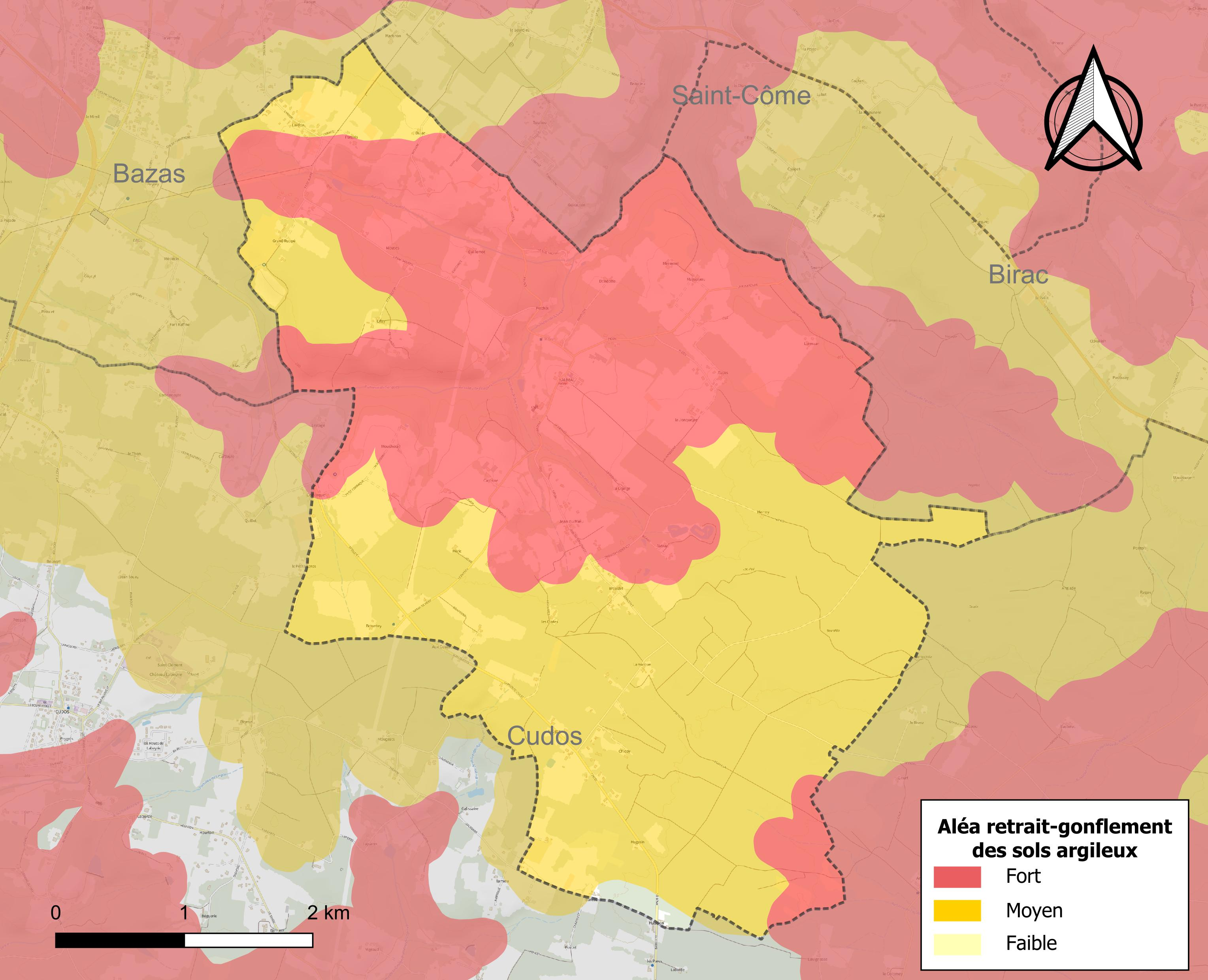
Carte des zones d'aléa retrait-gonflement des sols argileux de Sauviac.

Le retrait-gonflement des sols argileux est susceptible d'engendrer des dommages importants aux bâtiments en cas d’alternance de périodes de sécheresse et de pluie. 99,4 % de la superficie communale est en aléa moyen ou fort (67,4 % au niveau départemental et 48,5 % au niveau national). Sur les 173 bâtiments dénombrés sur la commune en 2019, 170 sont en aléa moyen ou fort, soit 98 %, à comparer aux 84 % au niveau départemental et 54 % au niveau national. Une cartographie de l'exposition du territoire national au retrait gonflement des sols argileux est disponible sur le site du BRGM,.
La commune a été reconnue en état de catastrophe naturelle au titre des dommages causés par les inondations et coulées de boue survenues en 1982, 1999, 2009 et 2013, par la sécheresse en 1989 et par des mouvements de terrain en 1999.

## Histoire
La seigneurie de Sauviac comprenait le bourg et une partie de l'actuelle commune. L'autre partie était dans la juridiction de Bazas.
À la Révolution, la paroisse Sainte-Praxède de Sauviac et son annexe, Saint-Laurent de Sauros, forment la commune de Sauviac.

## Politique et administration
| Période                                  | Période  | Identité                   | Étiquette | Qualité         |
| ---------------------------------------- | -------- | -------------------------- | --------- | --------------- |
| 1976                                     | 1995     | Jean-Raymond Ragot         |           |                 |
| juin 1995                                | 2008     | Claire Marraud Des Grottes |           |                 |
| mars 2008                                | En cours | Michel Aime                |           | Agent technique |
| Les données manquantes sont à compléter. |          |                            |           |                 |

## Démographie
L'évolution du nombre d'habitants est connue à travers les recensements de la population effectués dans la commune depuis 1793. Pour les communes de moins de 10 000 habitants, une enquête de recensement portant sur toute la population est réalisée tous les cinq ans, les populations de référence des années intermédiaires étant quant à elles estimées par interpolation ou extrapolation. Pour la commune, le premier recensement exhaustif entrant dans le cadre du nouveau dispositif a été réalisé en 2007.

En 2022, la commune comptait 330 habitants, en évolution de +2,8 % par rapport à 2016 (Gironde : +6,91 %, France hors Mayotte : +2,11 %).
| 1793 | 1800 | 1806 | 1821 | 1831 | 1836 | 1841 | 1846 | 1851 |
| ---- | ---- | ---- | ---- | ---- | ---- | ---- | ---- | ---- |
| 529  | 378  | 403  | 411  | 411  | 462  | 413  | 373  | 360  |

| 1856 | 1861 | 1866 | 1872 | 1876 | 1881 | 1886 | 1891 | 1896 |
| ---- | ---- | ---- | ---- | ---- | ---- | ---- | ---- | ---- |
| 408  | 353  | 403  | 441  | 413  | 438  | 444  | 437  | 411  |

| 1901 | 1906 | 1911 | 1921 | 1926 | 1931 | 1936 | 1946 | 1954 |
| ---- | ---- | ---- | ---- | ---- | ---- | ---- | ---- | ---- |
| 394  | 389  | 383  | 351  | 361  | 340  | 320  | 320  | 315  |

| 1962 | 1968 | 1975 | 1982 | 1990 | 1999 | 2006 | 2007 | 2012 |
| ---- | ---- | ---- | ---- | ---- | ---- | ---- | ---- | ---- |
| 288  | 260  | 242  | 241  | 264  | 246  | 313  | 323  | 320  |

| 2017 | 2022 | - | - | - | - | - | - | - |
| ---- | ---- | - | - | - | - | - | - | - |
| 327  | 330  | - | - | - | - | - | - | - |

## Économie
- Agriculture, élevage laitier et Bazadaise, forêts.

## Lieux et monuments
- Plusieurs tumulus, dont celui au lieu-dit la Mothe.
- Château de Sauviac du XVIIe siècle restauré.
- Église Sainte-Praxède, de style roman, du XIe siècle, restaurée au XIXe siècle : nef lambrissée et deux chapiteaux romans au chevet.

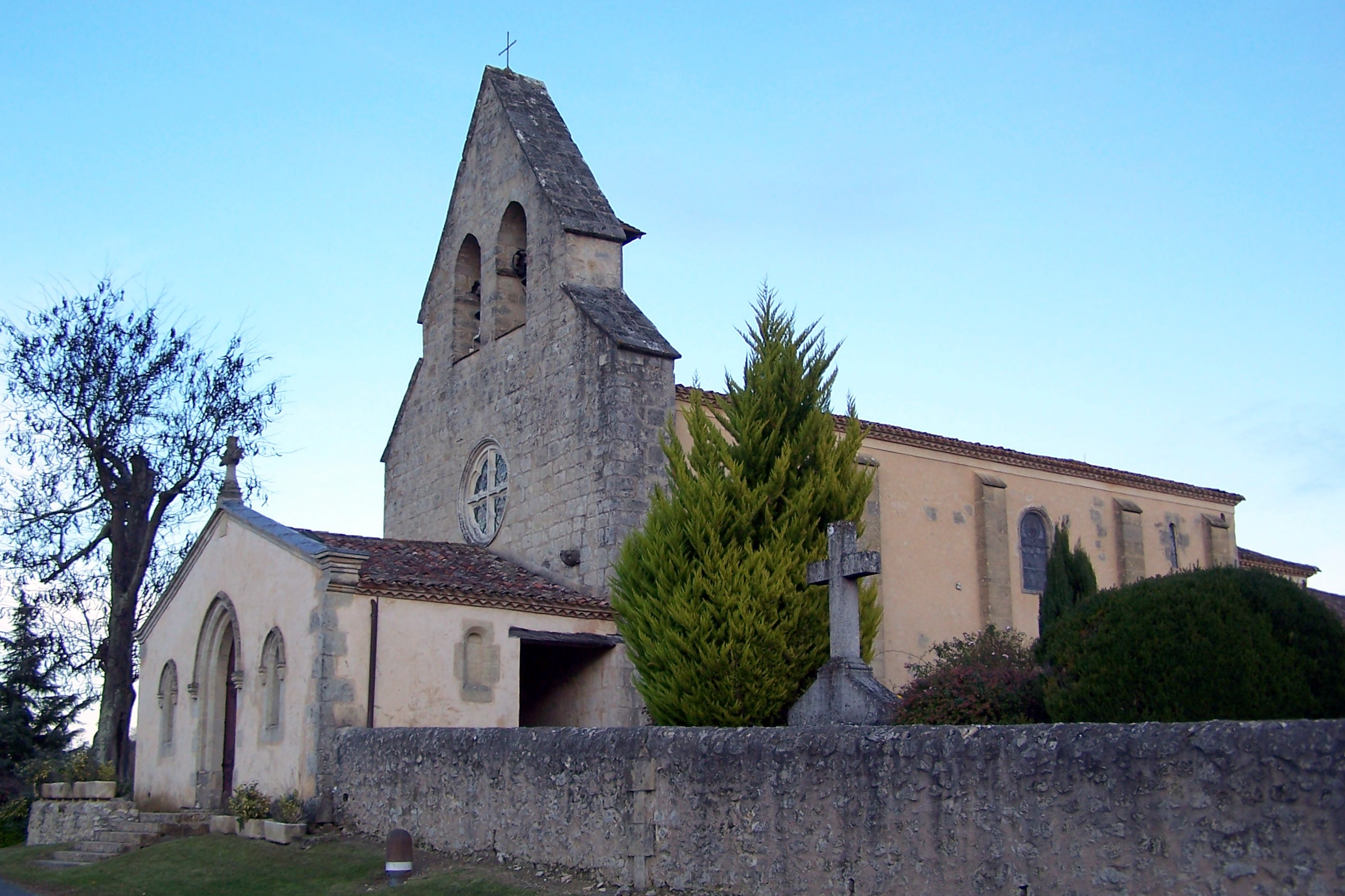
L'église Sainte-Praxède (nov. 2011)
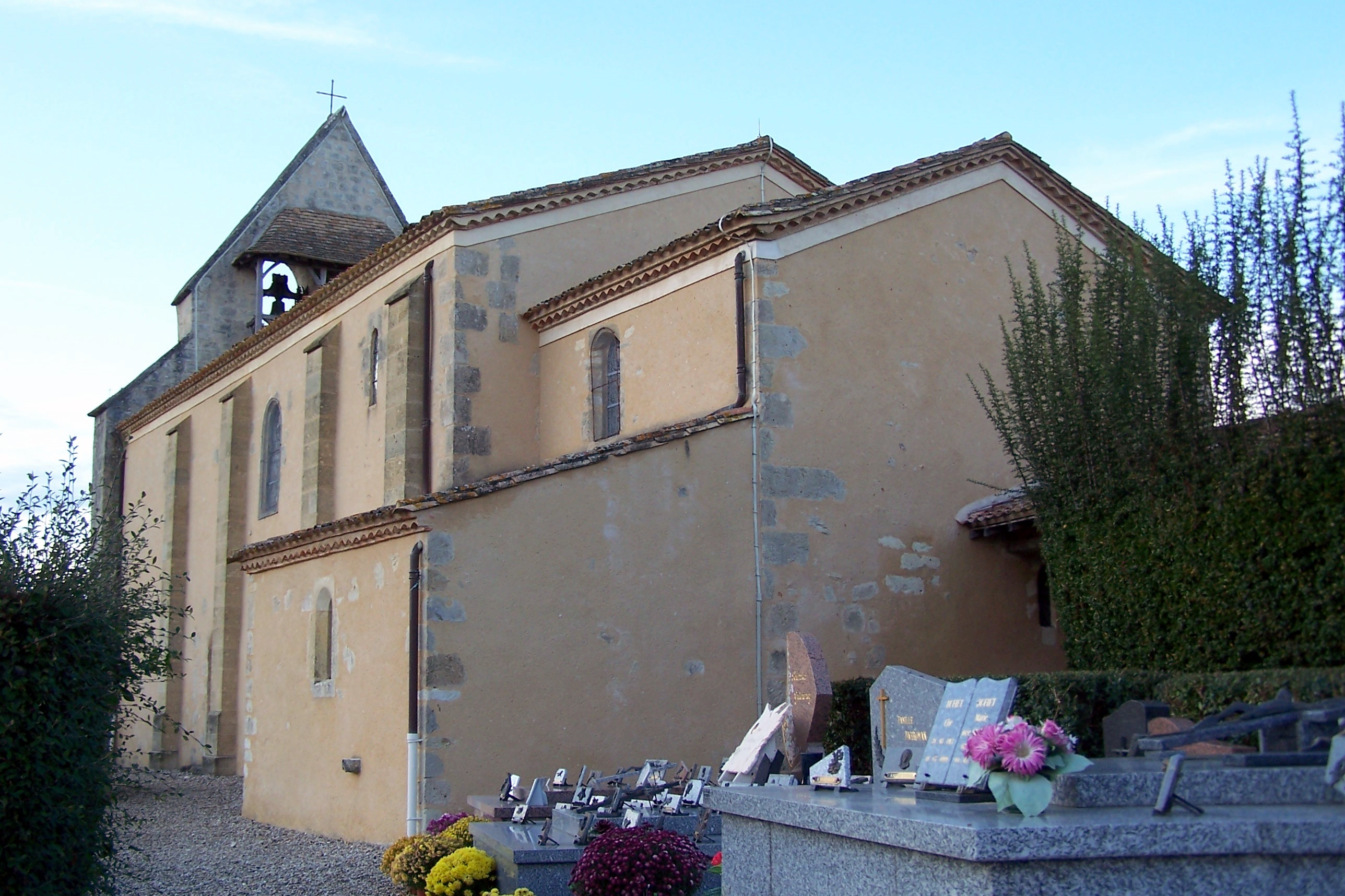
Le chevet de l'église Sainte-Praxède (nov. 2011)
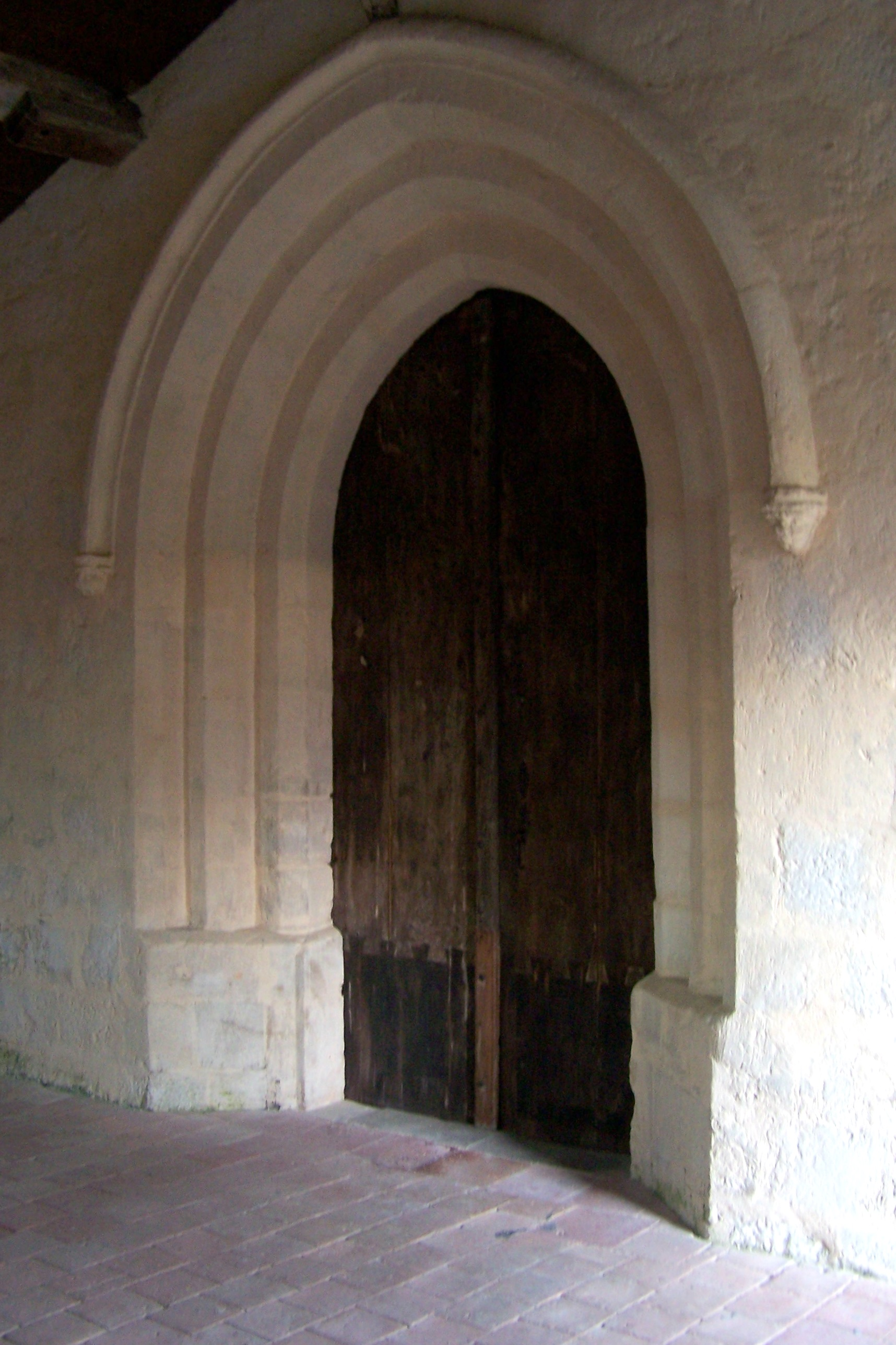
Le portail de l'église (nov. 2011)
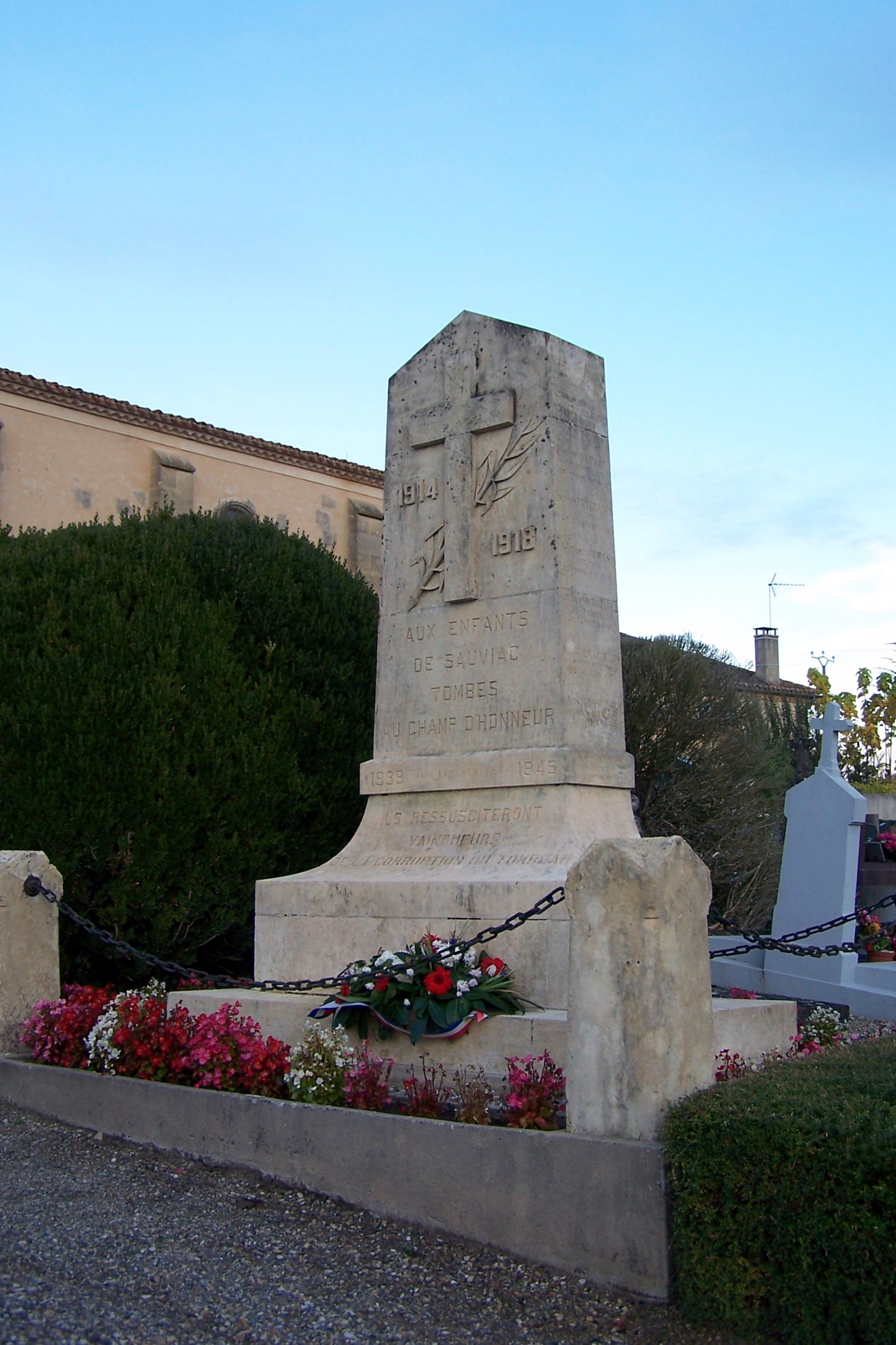
Le monument aux morts dans le cimetière près de l'église (nov. 2011)